# ナレースワン
ナレースワン（Naresuan、1555年 - 1605年4月25日）は、タイのアユタヤ王朝の21代目の王。サンペット2世（Sanphet II）ともいう。「大王」と称せられ、また「黒の王」とも呼ばれる。日本語では「ナレースエン」とも表記される。
マハータンマラーチャーティラート王（サンペット1世）の子。ピッサヌローク生まれ。

## 略歴

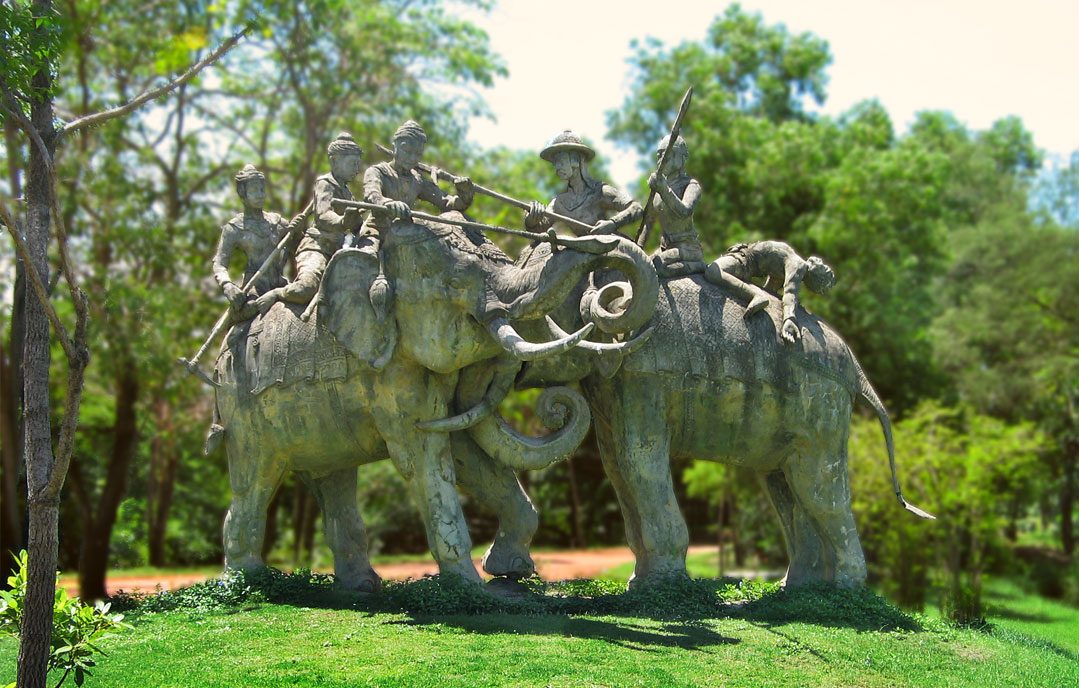
ノーンサーラーイの戦い（1593年）でビルマ王子ミンチット・スラと戦うナレースワン王、サムットプラーカーン県

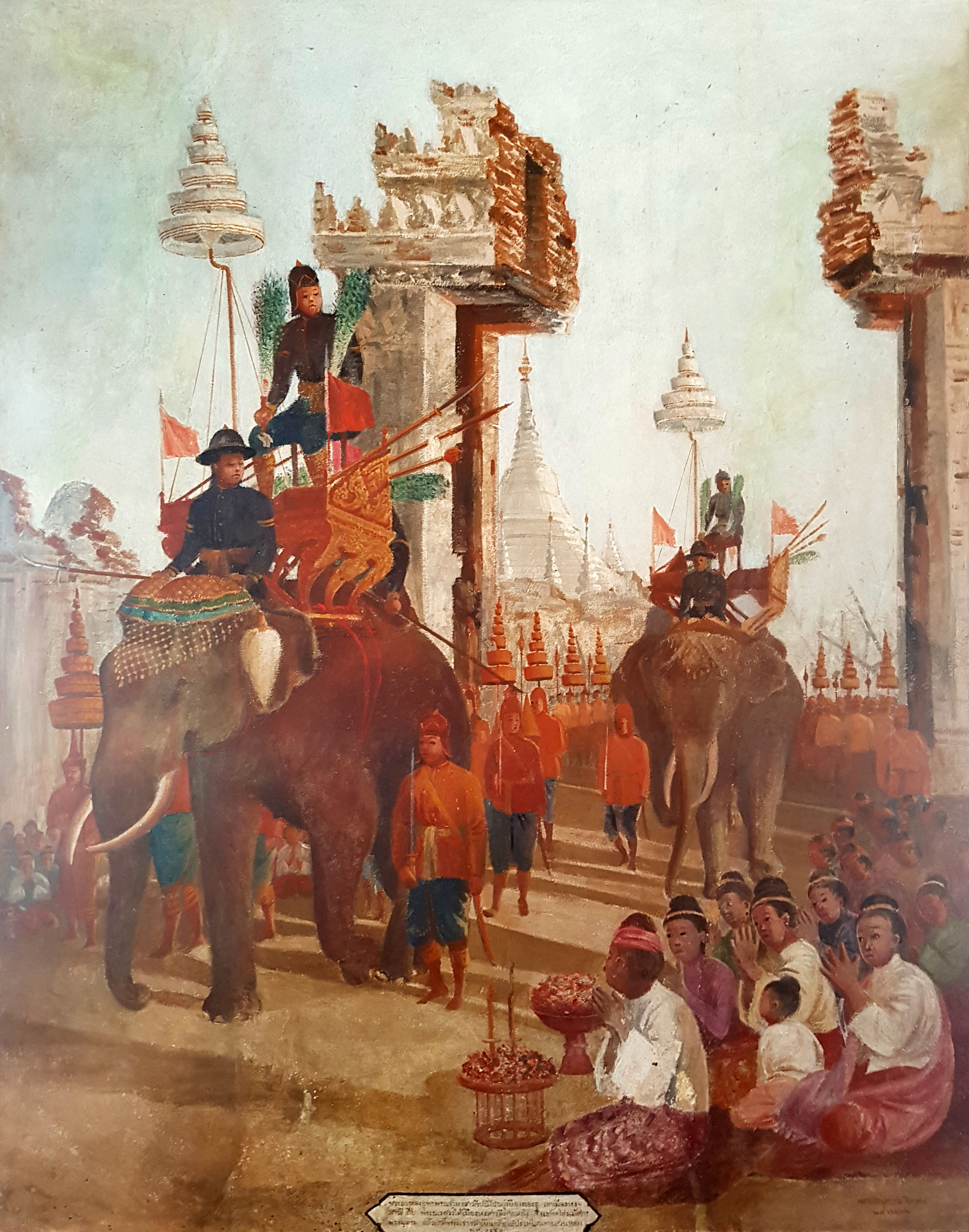
1600年、ビルマの都ペグーに入城するナレースワン王

1563年、父が知事を務めていたピッサヌロークがビルマのバインナウン王に攻められると、ナレースワンは人質としてビルマに連行された。
1569年、タイがビルマの属国になると父が傀儡としてタイの王に擁立される。同年、父王は娘スパンカンラヤーをビルマ王に嫁がせ、代わりにナレースワンを帰国させた。ビルマで軍事を学んだナレースワンは独立を目指してタイの武力強化を進めた。この時に古式ムエタイが創始されたともいわれる。
1574年、タイは挙兵し、ビルマのシッタン川でナレースワンが敵軍の先鋒を銃殺するなど緒戦は優勢に展開したものの独立するには至らなかった。
1581年、バインナウン王が死にビルマが急速に衰退し始めると、ナレースワンは父王を扶けて再び兵を挙げ、1584年に独立を果たした。
1590年、父王が死ぬと王位を継ぐ。1594年からビルマに侵攻し、1600年にはビルマの都ペグーを落とした。ナレースワンは武人として数々の戦いで自ら軍を指揮し、カンボジアとの戦いでは、プラヤー・ラウェーク王を捕らえ斬首し、その血で足を洗うというインドシナ半島で行われていた戦勝儀式を行っている。
ナレースワンは対外関係の構築にも力を入れた。
東の現在のベトナムの地では、ベトナム族の南下に伴ってチャム人の国チャンパーが弱体化し、彼らがタイに流入して来た。
ナレースワンはそのチャム人を利用して海軍を創設し、南シナ海から東シナ海にかけて活躍させた。
ナレースアン王は日本人商人の急速な台頭を懸念しており、アジア地域の中国を中心とする国際秩序の維持を望んだ。
1592年に豊臣秀吉の朝鮮出兵の情報を耳にした時には、日本の行動を阻害するために明に対してアユタヤの海軍を派遣することを提案していた。
1604年、ビルマのタイ系シャン族がビルマ王ナンタブレンが毒殺されたことによる混乱に乗じて恭順してきたことから、彼らを保護するためにナレースワンは兵を率いてアユタヤから北上したものの、翌年、現在のチエンマイ県北部で病死した。

## 現在の評価

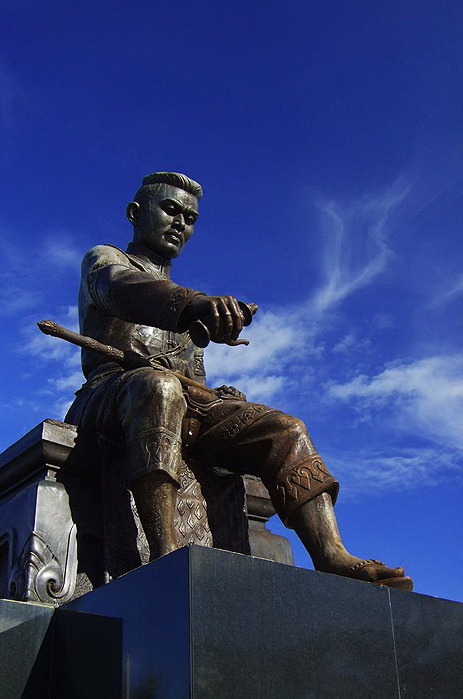
ナレースワン大学にある彫像

現在、タイの歴史においてその業績が目覚ましいために「大王」と称される王は7人いる。中でもナレースワンは救国の英雄として「タイ三大王」の1人と称されており、旧50バーツ紙幣の裏面に肖像が使用されていた。神格化もされており、ムエタイの創始者という伝承から、ムエタイ選手は彼の像の前で戦勝を祈ることがある。